# Afgrunden (film fra 1910)
 For alternative betydninger, se Afgrunden. (Se også artikler, som begynder med Afgrunden)
Afgrunden (12. september 1910) er en dansk erotisk melodramatisk stumfilm. Filmen var instrueret af Urban Gad og produceret af Kosmorama . Den havde Asta Nielsen i hovedrollen og var hendes filmdebut.
Filmen satte Danmark på det internationale filmlandkort specielt med ry for dristige erotiske melodramaer. Specielt scenen, hvor Asta Nielsen og Poul Reumert danser en erotisk "gauchodans", blev anset for meget vulgær. Den var både Asta Nielsen og Robert Dinesens filmdebut og Urban Gads filminstruktørdebut. Filmen var et kunstnerisk banebrydende værk og blev en kæmpe publikumssucces. Den blev vist fra den 12. september til den 30. september med 13 forevisninger om dagen, i alt mere end 600 forestillinger.
Afgrunden havde Gøglerblod som arbejdstitel og blev markedsført som Der Abgrund, Abgründe (tysk), The Abyss (engelsk) og Avgrunden (svensk).

## Handling
Afgrunden var både Asta Nielsen og dansk stumfilms europæiske gennembrud. Filmen var et erotisk kærlighedsdrama om spillelærerinde Magda Vang (Asta Nielsen), der er forlovet med præstesønnen Knud Svane (Robert Dinesen), men bliver betaget af cirkusartisten Rudolph Stern (Poul Reumert), som hun løber væk med. Men han udnytter hende og har andre kvinder, og da han prøver at sælge hende tilbage til Knud, dræber hun ham på trods af, at hun elsker ham. I sidste scene bliver hun ført væk af politiet.

## Rolleliste
| Skuespiller      | Rolle                               |
| ---------------- | ----------------------------------- |
| Asta Nielsen     | Magda Vang                          |
| Robert Dinesen   | Knud Svane, præstesøn og ingeniør   |
| Poul Reumert     | Rudolph Stern, cirkusartist         |
| Hans Neergaard   | Peder Svane, præst                  |
| Hulda Didrichsen | præstekone                          |
| Emilie Sannom    | Lilly d'Estrelle, varietésangerinde |
| Oscar Stribolt   | opvarter i beværtningshave          |
| Arne Weel        | gæst i beværtningshave              |
| Johannes Fønss   | gæst i beværtningshave              |
| Torben Meyer     |                                     |

## Restauration
Afgrunden er blevet restaureret i en ny digitaliseret udgave og genudgivet af Det Danske Filminstitut. Den nyudgivne version er baseret på den originale, ucensurerede, udgave, og kommer i en samling med alle Asta Nielsens danske stumfilm: Afgrunden (1910), Balletdanserinden (1911), Den sorte Drøm (1911), Mod Lyset (1919).